# Imperative Entertainment
Imperative Entertainment is een Amerikaans productiebedrijf dat hoofdzakelijk films en tv-series maakt.

## Geschiedenis
Het bedrijf werd in 2014 opgericht door investeerder Dan Friedkin en producenten Bradley Thomas, Tim Kring en Zak Kadison. Het bedrijf maakt deel uit van de holding The Friedkin Group. In 2017 werd Jillian Apfelbaum benoemd als hoofd van de filmafdeling van het productiebedrijf. Twee jaar later werd producent Jeremy Steckler aangenomen als voorzitter van de filmafdeling.

## Filmografie (selectie)

### Film
- Hot Summer Nights (2017)
- The Square (2017)
- All the Money in the World (2018)
- The Mule (2018)

### Televisie
- Heroes Reborn (2015–2016)